# Wilhelm Jordan (geodet)
Wilhelm Jordan, född 1 mars 1845 i Ellwangen, Württemberg, död 17 april 1899 i Hannover, var en tysk geodet och matematiker.
Jordan blev professor 1868 vid Polytechnikum i Karlsruhe och 1882 i Hannover. Han deltog 1873–1874 i den Gerhard Rohlfs expedition till Libyska öknen. Han redigerade från 1873 Zeitschrift für Vermessungswesen.